# Liste der Nummer-eins-Hits in Belgien (2025)
Dies ist eine Liste der Nummer-eins-Hits in Belgien im Jahr 2025. Für die niederländischsprachigen Landesteile (Flandern) und die französischsprachigen Landesteile (Wallonie) werden getrennte Charts ermittelt. Veröffentlicht werden die Charts von Ultratop, das auf Initiative der Belgian Entertainment Association (BEA), der Vereinigung der Musik-, Film- und Spieleindustrie des Landes, entstanden ist.

## Flandern

### Singles
| ← 2024 ← | Liste der Nummer-eins-Hits in Belgien (Flandern) | Liste der Nummer-eins-Hits in Belgien (Flandern) | Liste der Nummer-eins-Hits in Belgien (Flandern) |                           |
| \| Zeitraum \| Wo. ges. \| Interpret \| Titel Autor(en) \| Zusätzliche Informationen \| \| (Zeitraum, Wochen auf Platz eins, Interpret, Titel, Autor[en], zusätzliche Informationen) \| \| \| \| \| \| ----------------------------------------------------------------------------------------- \| -------- \| ---------------------- \| ------------------------------------------------------------------------------------------------------------------------------------------------------------------------------------------------------------------------------------------ \| ------------------------- \| \| 28. Dezember 2024 – 3. Januar 2025 1 Woche (insgesamt 4) \| 4 \| Pommelien Thijs & Meau \| Het midden Meau Hewitt, Sasha Remi Sebastony Rangas, Pommelien Thijs, Stefanus Cornelis Maria van Leijsen \| – \| \| 4. Januar 2025 – 31. Januar 2025 4 Wochen (insgesamt 8) \| 8 \| Gracie Abrams \| That’s So True Gracie Madigan Abrams, Audrey Hobert \| – \| \| 1. Februar 2025 – 14. Februar 2025 2 Wochen \| 2 \| Rosé & Bruno Mars \| Apt. Theron Makiel Thomas, Philip Martin Lawrence II, Michael Donald Chapman, Peter Gene Hernandez, Christopher Steven Brown, Rogét Lufti Chahayed, Park Chae-young, Nicholas Barry Chinn, Omer Fedi, Henry Russell Walter, Amy Rose Allen \| – \| \| 15. Februar 2025 – 28. März 2025 6 Wochen \| 6 \| Lola Young \| Messy Lola Emily Mary Young, Conor Luke Dickinson \| – \| \| 29. März 2025 – 23. Mai 2025 8 Wochen (insgesamt 17) \| 17 \| Pommelien Thijs \| Atlas Pommelien Thijs, Simon de Wit \| – \| \| 24. Mai 2025 – 6. Juni 2025 2 Wochen (insgesamt 3) \| 3 \| Alex Warren \| Ordinary Alexander Warren Hughes, Adam Yaron, Caleb Shapiro, Margaret Elizabeth Chapman \| – \| \| 7. Juni 2025 – 20. Juni 2025 2 Wochen (insgesamt 17) \| 17 \| Pommelien Thijs \| Atlas Pommelien Thijs, Simon de Wit \| – \| \| 21. Juni 2025 – 27. Juni 2025 1 Woche (insgesamt 3) \| 3 \| Alex Warren \| Ordinary Alexander Warren Hughes, Adam Yaron, Caleb Shapiro, Margaret Elizabeth Chapman \| – \| \| 28. Juni 2025 – 11. Juli 2025 2 Wochen (insgesamt 17) \| 17 \| Pommelien Thijs \| Atlas Pommelien Thijs, Simon de Wit \| – \| \| 12. Juli 2025 – 18. Juli 2025 1 Woche \| 1 \| Ed Sheeran \| Azizam Edward Christopher Sheeran, Savan Harish Kotecha, Johnny McDaid, Elton Farokh Ahi, Shahyar Ghanbari, Ilya Salmanzadeh \| – \| \| 19. Juli 2025 – 22. August 2025 5 Wochen (insgesamt 17) \| 17 \| Pommelien Thijs \| Atlas Pommelien Thijs, Simon de Wit \| – \| |                                                  |                                                  | |                           |
| ← 2024 |                                                  |                                                  | |                           |
| Zeitraum | Wo. ges.                                         | Interpret                                        | Titel Autor(en) | Zusätzliche Informationen |
| (Zeitraum, Wochen auf Platz eins, Interpret, Titel, Autor[en], zusätzliche Informationen) |                                                  |                                                  | |                           |
| 28. Dezember 2024 – 3. Januar 2025 1 Woche (insgesamt 4) | 4                                                | Pommelien Thijs & Meau                           | Het midden Meau Hewitt, Sasha Remi Sebastony Rangas, Pommelien Thijs, Stefanus Cornelis Maria van Leijsen | –                         |
| 4. Januar 2025 – 31. Januar 2025 4 Wochen (insgesamt 8) | 8                                                | Gracie Abrams                                    | That’s So True Gracie Madigan Abrams, Audrey Hobert | –                         |
| 1. Februar 2025 – 14. Februar 2025 2 Wochen | 2                                                | Rosé & Bruno Mars                                | Apt. Theron Makiel Thomas, Philip Martin Lawrence II, Michael Donald Chapman, Peter Gene Hernandez, Christopher Steven Brown, Rogét Lufti Chahayed, Park Chae-young, Nicholas Barry Chinn, Omer Fedi, Henry Russell Walter, Amy Rose Allen | –                         |
| 15. Februar 2025 – 28. März 2025 6 Wochen | 6                                                | Lola Young                                       | Messy Lola Emily Mary Young, Conor Luke Dickinson | –                         |
| 29. März 2025 – 23. Mai 2025 8 Wochen (insgesamt 17) | 17                                               | Pommelien Thijs                                  | Atlas Pommelien Thijs, Simon de Wit | –                         |
| 24. Mai 2025 – 6. Juni 2025 2 Wochen (insgesamt 3) | 3                                                | Alex Warren                                      | Ordinary Alexander Warren Hughes, Adam Yaron, Caleb Shapiro, Margaret Elizabeth Chapman | –                         |
| 7. Juni 2025 – 20. Juni 2025 2 Wochen (insgesamt 17) | 17                                               | Pommelien Thijs                                  | Atlas Pommelien Thijs, Simon de Wit | –                         |
| 21. Juni 2025 – 27. Juni 2025 1 Woche (insgesamt 3) | 3                                                | Alex Warren                                      | Ordinary Alexander Warren Hughes, Adam Yaron, Caleb Shapiro, Margaret Elizabeth Chapman | –                         |
| 28. Juni 2025 – 11. Juli 2025 2 Wochen (insgesamt 17) | 17                                               | Pommelien Thijs                                  | Atlas Pommelien Thijs, Simon de Wit | –                         |
| 12. Juli 2025 – 18. Juli 2025 1 Woche | 1                                                | Ed Sheeran                                       | Azizam Edward Christopher Sheeran, Savan Harish Kotecha, Johnny McDaid, Elton Farokh Ahi, Shahyar Ghanbari, Ilya Salmanzadeh | –                         |
| 19. Juli 2025 – 22. August 2025 5 Wochen (insgesamt 17) | 17                                               | Pommelien Thijs                                  | Atlas Pommelien Thijs, Simon de Wit | –                         |

### Alben
| ← 2024 ← | Liste der Nummer-eins-Hits in Belgien (Flandern) | Liste der Nummer-eins-Hits in Belgien (Flandern) | Liste der Nummer-eins-Hits in Belgien (Flandern) |                           |
| \| Zeitraum \| Wo. ges. \| Interpret \| Titel \| Zusätzliche Informationen \| \| (Zeitraum, Wochen auf Platz eins, Interpret, Titel, zusätzliche Informationen) \| \| \| \| \| \| ------------------------------------------------------------------------------ \| -------- \| ------------------ \| -------------------- \| ------------------------- \| \| 21. Dezember 2024 – 10. Januar 2025 3 Wochen (insgesamt 5) \| 5 \| Linkin Park \| From Zero \| – \| \| 11. Januar 2025 – 24. Januar 2025 2 Wochen (insgesamt 15) \| 15 \| Billie Eilish \| Hit Me Hard and Soft \| – \| \| 25. Januar 2025 – 31. Januar 2025 1 Woche \| 1 \| Mac Miller \| Balloonerism \| – \| \| 1. Februar 2025 – 7. Februar 2025 1 Woche \| 1 \| Central Cee \| Can’t Rush Greatness \| – \| \| 8. Februar 2025 – 14. Februar 2025 1 Woche \| 1 \| The Weeknd \| Hurry Up Tomorrow \| – \| \| 15. Februar 2025 – 21. Februar 2025 1 Woche \| 1 \| Kendrick Lamar \| GNX \| – \| \| 22. Februar 2025 – 28. Februar 2025 1 Woche (insgesamt 2) \| 2 \| Sabrina Carpenter \| Short n’ Sweet \| – \| \| 1. März 2025 – 14. März 2025 2 Wochen \| 2 \| Tate McRae \| So Close to What \| – \| \| 15. März 2025 – 21. März 2025 1 Woche \| 1 \| Lady Gaga \| Mayhem \| – \| \| 22. März 2025 – 28. März 2025 1 Woche \| 1 \| Tourist LeMC \| Alles onder controle \| – \| \| 29. März 2025 – 4. April 2025 1 Woche (insgesamt 2) \| 2 \| #LikeMe Cast \| #LikeMe – Seizoen 5 \| – \| \| 5. April 2025 – 11. April 2025 1 Woche \| 1 \| Ariana Grande \| Eternal Sunshine \| – \| \| 12. April 2025 – 18. April 2025 1 Woche (insgesamt 2) \| 2 \| Roxy Dekker \| Mama I Made It \| – \| \| 19. April 2025 – 25. April 2025 1 Woche (insgesamt 2) \| 2 \| #LikeMe Cast \| #LikeMe – Seizoen 5 \| – \| \| 26. April 2025 – 2. Mai 2025 1 Woche (insgesamt 2) \| 2 \| Roxy Dekker \| Mama I Made It \| – \| \| 3. Mai 2025 – 9. Mai 2025 1 Woche \| 1 \| Ghost \| Skeletá \| – \| \| 10. Mai 2025 – 16. Mai 2025 1 Woche (insgesamt 15) \| 15 \| Billie Eilish \| Hit Me Hard and Soft \| – \| \| 17. Mai 2025 – 23. Mai 2025 1 Woche \| 1 \| Sleep Token \| Even in Arcadia \| – \| \| 24. Mai 2025 – 30. Mai 2025 1 Woche (insgesamt 2) \| 2 \| Maksim \| Dagdromer \| – \| \| 31. Mai 2025 – 6. Juni 2025 1 Woche \| 1 \| Damiano David \| Funny Little Fears \| – \| \| 7. Juni 2025 – 13. Juni 2025 1 Woche \| 1 \| Damso \| Bēyāh \| – \| \| 14. Juni 2025 – 20. Juni 2025 1 Woche \| 1 \| Volbeat \| God of Angels Trust \| – \| \| 21. Juni 2025 – 27. Juni 2025 1 Woche \| 1 \| Suzan & Freek \| Gedeeld door ons \| – \| \| 28. Juni 2025 – 4. Juli 2025 1 Woche \| 1 \| Yungblud \| Idols \| – \| \| 5. Juli 2025 – 11. Juli 2025 1 Woche \| 1 \| Lorde \| Virgin \| – \| \| 12. Juli 2025 – 18. Juli 2025 1 Woche (insgesamt 5) \| 5 \| Linkin Park \| From Zero \| – \| \| 19. Juli 2025 – 25. Juli 2025 1 Woche \| 1 \| Justin Bieber \| Swag \| – \| \| 26. Juli 2025 – 1. August 2025 1 Woche \| 1 \| Tyler, the Creator \| Don’t Tap the Glass \| – \| \| 2. August 2025 – 8. August 2025 1 Woche \| 1 \| (Soundtrack) \| KPop Demon Hunters \| – \| \| 9. August 2025 – 22. August 2025 2 Wochen \| 2 \| Camille \| Circus \| – \| |                                                  |                                                  |                                                  |                           |
| ← 2024 |                                                  |                                                  |                                                  |                           |
| Zeitraum | Wo. ges.                                         | Interpret                                        | Titel                                            | Zusätzliche Informationen |
| (Zeitraum, Wochen auf Platz eins, Interpret, Titel, zusätzliche Informationen) |                                                  |                                                  |                                                  |                           |
| 21. Dezember 2024 – 10. Januar 2025 3 Wochen (insgesamt 5) | 5                                                | Linkin Park                                      | From Zero                                        | –                         |
| 11. Januar 2025 – 24. Januar 2025 2 Wochen (insgesamt 15) | 15                                               | Billie Eilish                                    | Hit Me Hard and Soft                             | –                         |
| 25. Januar 2025 – 31. Januar 2025 1 Woche | 1                                                | Mac Miller                                       | Balloonerism                                     | –                         |
| 1. Februar 2025 – 7. Februar 2025 1 Woche | 1                                                | Central Cee                                      | Can’t Rush Greatness                             | –                         |
| 8. Februar 2025 – 14. Februar 2025 1 Woche | 1                                                | The Weeknd                                       | Hurry Up Tomorrow                                | –                         |
| 15. Februar 2025 – 21. Februar 2025 1 Woche | 1                                                | Kendrick Lamar                                   | GNX                                              | –                         |
| 22. Februar 2025 – 28. Februar 2025 1 Woche (insgesamt 2) | 2                                                | Sabrina Carpenter                                | Short n’ Sweet                                   | –                         |
| 1. März 2025 – 14. März 2025 2 Wochen | 2                                                | Tate McRae                                       | So Close to What                                 | –                         |
| 15. März 2025 – 21. März 2025 1 Woche | 1                                                | Lady Gaga                                        | Mayhem                                           | –                         |
| 22. März 2025 – 28. März 2025 1 Woche | 1                                                | Tourist LeMC                                     | Alles onder controle                             | –                         |
| 29. März 2025 – 4. April 2025 1 Woche (insgesamt 2) | 2                                                | #LikeMe Cast                                     | #LikeMe – Seizoen 5                              | –                         |
| 5. April 2025 – 11. April 2025 1 Woche | 1                                                | Ariana Grande                                    | Eternal Sunshine                                 | –                         |
| 12. April 2025 – 18. April 2025 1 Woche (insgesamt 2) | 2                                                | Roxy Dekker                                      | Mama I Made It                                   | –                         |
| 19. April 2025 – 25. April 2025 1 Woche (insgesamt 2) | 2                                                | #LikeMe Cast                                     | #LikeMe – Seizoen 5                              | –                         |
| 26. April 2025 – 2. Mai 2025 1 Woche (insgesamt 2) | 2                                                | Roxy Dekker                                      | Mama I Made It                                   | –                         |
| 3. Mai 2025 – 9. Mai 2025 1 Woche | 1                                                | Ghost                                            | Skeletá                                          | –                         |
| 10. Mai 2025 – 16. Mai 2025 1 Woche (insgesamt 15) | 15                                               | Billie Eilish                                    | Hit Me Hard and Soft                             | –                         |
| 17. Mai 2025 – 23. Mai 2025 1 Woche | 1                                                | Sleep Token                                      | Even in Arcadia                                  | –                         |
| 24. Mai 2025 – 30. Mai 2025 1 Woche (insgesamt 2) | 2                                                | Maksim                                           | Dagdromer                                        | –                         |
| 31. Mai 2025 – 6. Juni 2025 1 Woche | 1                                                | Damiano David                                    | Funny Little Fears                               | –                         |
| 7. Juni 2025 – 13. Juni 2025 1 Woche | 1                                                | Damso                                            | Bēyāh                                            | –                         |
| 14. Juni 2025 – 20. Juni 2025 1 Woche | 1                                                | Volbeat                                          | God of Angels Trust                              | –                         |
| 21. Juni 2025 – 27. Juni 2025 1 Woche | 1                                                | Suzan & Freek                                    | Gedeeld door ons                                 | –                         |
| 28. Juni 2025 – 4. Juli 2025 1 Woche | 1                                                | Yungblud                                         | Idols                                            | –                         |
| 5. Juli 2025 – 11. Juli 2025 1 Woche | 1                                                | Lorde                                            | Virgin                                           | –                         |
| 12. Juli 2025 – 18. Juli 2025 1 Woche (insgesamt 5) | 5                                                | Linkin Park                                      | From Zero                                        | –                         |
| 19. Juli 2025 – 25. Juli 2025 1 Woche | 1                                                | Justin Bieber                                    | Swag                                             | –                         |
| 26. Juli 2025 – 1. August 2025 1 Woche | 1                                                | Tyler, the Creator                               | Don’t Tap the Glass                              | –                         |
| 2. August 2025 – 8. August 2025 1 Woche | 1                                                | (Soundtrack)                                     | KPop Demon Hunters                               | –                         |
| 9. August 2025 – 22. August 2025 2 Wochen | 2                                                | Camille                                          | Circus                                           | –                         |

## Wallonie

### Singles
| ← 2024 ← | Liste der Nummer-eins-Hits in Belgien (Wallonie) | Liste der Nummer-eins-Hits in Belgien (Wallonie) | Liste der Nummer-eins-Hits in Belgien (Wallonie) |                           |
| \| Zeitraum \| Wo. ges. \| Interpret \| Titel Autor(en) \| Zusätzliche Informationen \| \| (Zeitraum, Wochen auf Platz eins, Interpret, Titel, Autor[en], zusätzliche Informationen) \| \| \| \| \| \| ----------------------------------------------------------------------------------------- \| -------- \| ---------------------- \| ------------------------------------------------------------------------------------------------------------------------------------------------------------------------------------------------------------------------------------------ \| ------------------------- \| \| 28. Dezember 2024 – 24. Januar 2025 4 Wochen (insgesamt 5) \| 5 \| Stromae & Pomme \| Ma meilleure ennemie Alexander Saever, Claire Pommet, Luc Van Haver, Paul Van Haver \| – \| \| 25. Januar 2025 – 28. Februar 2025 5 Wochen \| 5 \| Rosé & Bruno Mars \| Apt. Theron Makiel Thomas, Philip Martin Lawrence II, Michael Donald Chapman, Peter Gene Hernandez, Christopher Steven Brown, Rogét Lufti Chahayed, Park Chae-young, Nicholas Barry Chinn, Omer Fedi, Henry Russell Walter, Amy Rose Allen \| – \| \| 1. März 2025 – 18. April 2025 7 Wochen (insgesamt 10) \| 10 \| Gims \| Ciel Amara Diaoune, François Teixeira Meireles, Gandhi Bilel Djuna \| – \| \| 19. April 2025 – 25. April 2025 1 Woche \| 1 \| Lola Young \| Messy Lola Emily Mary Young, Conor Luke Dickinson \| – \| \| 26. April 2025 – 16. Mai 2025 3 Wochen (insgesamt 10) \| 10 \| Gims \| Ciel Amara Diaoune, François Teixeira Meireles, Gandhi Bilel Djuna \| – \| \| 17. Mai 2025 – 23. Mai 2025 1 Woche (insgesamt 7) \| 7 \| Alex Warren \| Ordinary Alexander Warren Hughes, Adam Yaron, Caleb Shapiro, Margaret Elizabeth Chapman \| – \| \| 24. Mai 2025 – 6. Juni 2025 2 Wochen (insgesamt 3) \| 3 \| Hamza \| Kyky2bondy Hamza Al-Farissi, Luca Mecozzi \| – \| \| 7. Juni 2025 – 20. Juni 2025 2 Wochen \| 2 \| Damso \| Impardonnable William Kalubi Mwamba, Ismaël Ouanane, Maxime Sébastien Joseph Fleury, Yuo \| – \| \| 21. Juni 2025 – 27. Juni 2025 1 Woche (insgesamt 7) \| 7 \| Alex Warren \| Ordinary Alexander Warren Hughes, Adam Yaron, Caleb Shapiro, Margaret Elizabeth Chapman \| – \| \| 28. Juni 2025 – 4. Juli 2025 1 Woche (insgesamt 3) \| 3 \| Hamza \| Kyky2bondy Hamza Al-Farissi, Luca Mecozzi \| – \| \| 5. Juli 2025 – 8. August 2025 5 Wochen (insgesamt 7) \| 7 \| Alex Warren \| Ordinary Alexander Warren Hughes, Adam Yaron, Caleb Shapiro, Margaret Elizabeth Chapman \| – \| \| 9. August 2025 – 15. August 2025 1 Woche \| 1 \| Triangle des bermudes \| Charger DJ Carlos Monsta, Joel Raul Marcolino, Loick Mangala, Nicolas Mukendi \| – \| \| 16. August 2025 – 22. August 2025 1 Woche \| 1 \| Bleu Soleil with Luiza \| Soleil bleu Antonin Parmentier, Nino Faerdig, Luiza Fernandes Viana \| – \| |                                                  |                                                  | |                           |
| ← 2024 |                                                  |                                                  | |                           |
| Zeitraum | Wo. ges.                                         | Interpret                                        | Titel Autor(en) | Zusätzliche Informationen |
| (Zeitraum, Wochen auf Platz eins, Interpret, Titel, Autor[en], zusätzliche Informationen) |                                                  |                                                  | |                           |
| 28. Dezember 2024 – 24. Januar 2025 4 Wochen (insgesamt 5) | 5                                                | Stromae & Pomme                                  | Ma meilleure ennemie Alexander Saever, Claire Pommet, Luc Van Haver, Paul Van Haver | –                         |
| 25. Januar 2025 – 28. Februar 2025 5 Wochen | 5                                                | Rosé & Bruno Mars                                | Apt. Theron Makiel Thomas, Philip Martin Lawrence II, Michael Donald Chapman, Peter Gene Hernandez, Christopher Steven Brown, Rogét Lufti Chahayed, Park Chae-young, Nicholas Barry Chinn, Omer Fedi, Henry Russell Walter, Amy Rose Allen | –                         |
| 1. März 2025 – 18. April 2025 7 Wochen (insgesamt 10) | 10                                               | Gims                                             | Ciel Amara Diaoune, François Teixeira Meireles, Gandhi Bilel Djuna | –                         |
| 19. April 2025 – 25. April 2025 1 Woche | 1                                                | Lola Young                                       | Messy Lola Emily Mary Young, Conor Luke Dickinson | –                         |
| 26. April 2025 – 16. Mai 2025 3 Wochen (insgesamt 10) | 10                                               | Gims                                             | Ciel Amara Diaoune, François Teixeira Meireles, Gandhi Bilel Djuna | –                         |
| 17. Mai 2025 – 23. Mai 2025 1 Woche (insgesamt 7) | 7                                                | Alex Warren                                      | Ordinary Alexander Warren Hughes, Adam Yaron, Caleb Shapiro, Margaret Elizabeth Chapman | –                         |
| 24. Mai 2025 – 6. Juni 2025 2 Wochen (insgesamt 3) | 3                                                | Hamza                                            | Kyky2bondy Hamza Al-Farissi, Luca Mecozzi | –                         |
| 7. Juni 2025 – 20. Juni 2025 2 Wochen | 2                                                | Damso                                            | Impardonnable William Kalubi Mwamba, Ismaël Ouanane, Maxime Sébastien Joseph Fleury, Yuo | –                         |
| 21. Juni 2025 – 27. Juni 2025 1 Woche (insgesamt 7) | 7                                                | Alex Warren                                      | Ordinary Alexander Warren Hughes, Adam Yaron, Caleb Shapiro, Margaret Elizabeth Chapman | –                         |
| 28. Juni 2025 – 4. Juli 2025 1 Woche (insgesamt 3) | 3                                                | Hamza                                            | Kyky2bondy Hamza Al-Farissi, Luca Mecozzi | –                         |
| 5. Juli 2025 – 8. August 2025 5 Wochen (insgesamt 7) | 7                                                | Alex Warren                                      | Ordinary Alexander Warren Hughes, Adam Yaron, Caleb Shapiro, Margaret Elizabeth Chapman | –                         |
| 9. August 2025 – 15. August 2025 1 Woche | 1                                                | Triangle des bermudes                            | Charger DJ Carlos Monsta, Joel Raul Marcolino, Loick Mangala, Nicolas Mukendi | –                         |
| 16. August 2025 – 22. August 2025 1 Woche | 1                                                | Bleu Soleil with Luiza                           | Soleil bleu Antonin Parmentier, Nino Faerdig, Luiza Fernandes Viana | –                         |

### Alben
| ← 2024 ← | Liste der Nummer-eins-Hits in Belgien (Wallonie) | Liste der Nummer-eins-Hits in Belgien (Wallonie) | Liste der Nummer-eins-Hits in Belgien (Wallonie) |                           |
| \| Zeitraum \| Wo. ges. \| Interpret \| Titel \| Zusätzliche Informationen \| \| (Zeitraum, Wochen auf Platz eins, Interpret, Titel, zusätzliche Informationen) \| \| \| \| \| \| ------------------------------------------------------------------------------ \| -------- \| ------------------------- \| --------------------- \| ------------------------- \| \| 28. Dezember 2024 – 3. Januar 2025 1 Woche (insgesamt 2) \| 2 \| Julien Doré \| Imposteur \| – \| \| 4. Januar 2025 – 10. Januar 2025 1 Woche (insgesamt 3) \| 3 \| Linkin Park \| From Zero \| – \| \| 11. Januar 2025 – 17. Januar 2025 1 Woche (insgesamt 6) \| 6 \| Billie Eilish \| Hit Me Hard and Soft \| – \| \| 18. Januar 2025 – 7. Februar 2025 3 Wochen \| 3 \| Bad Bunny \| Debí tirar más fotos \| – \| \| 8. Februar 2025 – 21. Februar 2025 2 Wochen \| 2 \| The Weeknd \| Hurry Up Tomorrow \| – \| \| 22. Februar 2025 – 14. März 2025 3 Wochen (insgesamt 4) \| 4 \| Gims \| Le nord se souvient \| – \| \| 15. März 2025 – 21. März 2025 1 Woche \| 1 \| Lady Gaga \| Mayhem \| – \| \| 22. März 2025 – 18. April 2025 4 Wochen \| 4 \| Helena \| Hélé \| – \| \| 19. April 2025 – 9. Mai 2025 3 Wochen \| 3 \| Werenoi \| Diamant noir \| – \| \| 10. Mai 2025 – 16. Mai 2025 1 Woche (insgesamt 4) \| 4 \| Gims \| Le nord se souvient \| – \| \| 17. Mai 2025 – 23. Mai 2025 1 Woche \| 1 \| Frédéric François \| Tout s’oublie un jour \| – \| \| 24. Mai 2025 – 30. Mai 2025 1 Woche \| 1 \| Damiano David \| Funny Little Fears \| – \| \| 31. Mai 2025 – 6. Juni 2025 1 Woche \| 1 \| Scylla & Furax Barbarossa \| Portes du désert \| – \| \| 7. Juni 2025 – 27. Juni 2025 3 Wochen (insgesamt 10) \| 10 \| Damso \| Bēyāh \| – \| \| 28. Juni 2025 – 4. Juli 2025 1 Woche \| 1 \| Hamza \| Mania \| – \| \| 5. Juli 2025 – 22. August 2025 7 Wochen (insgesamt 10) \| 10 \| Damso \| Bēyāh \| – \| |                                                  |                                                  |                                                  |                           |
| ← 2024 |                                                  |                                                  |                                                  |                           |
| Zeitraum | Wo. ges.                                         | Interpret                                        | Titel                                            | Zusätzliche Informationen |
| (Zeitraum, Wochen auf Platz eins, Interpret, Titel, zusätzliche Informationen) |                                                  |                                                  |                                                  |                           |
| 28. Dezember 2024 – 3. Januar 2025 1 Woche (insgesamt 2) | 2                                                | Julien Doré                                      | Imposteur                                        | –                         |
| 4. Januar 2025 – 10. Januar 2025 1 Woche (insgesamt 3) | 3                                                | Linkin Park                                      | From Zero                                        | –                         |
| 11. Januar 2025 – 17. Januar 2025 1 Woche (insgesamt 6) | 6                                                | Billie Eilish                                    | Hit Me Hard and Soft                             | –                         |
| 18. Januar 2025 – 7. Februar 2025 3 Wochen | 3                                                | Bad Bunny                                        | Debí tirar más fotos                             | –                         |
| 8. Februar 2025 – 21. Februar 2025 2 Wochen | 2                                                | The Weeknd                                       | Hurry Up Tomorrow                                | –                         |
| 22. Februar 2025 – 14. März 2025 3 Wochen (insgesamt 4) | 4                                                | Gims                                             | Le nord se souvient                              | –                         |
| 15. März 2025 – 21. März 2025 1 Woche | 1                                                | Lady Gaga                                        | Mayhem                                           | –                         |
| 22. März 2025 – 18. April 2025 4 Wochen | 4                                                | Helena                                           | Hélé                                             | –                         |
| 19. April 2025 – 9. Mai 2025 3 Wochen | 3                                                | Werenoi                                          | Diamant noir                                     | –                         |
| 10. Mai 2025 – 16. Mai 2025 1 Woche (insgesamt 4) | 4                                                | Gims                                             | Le nord se souvient                              | –                         |
| 17. Mai 2025 – 23. Mai 2025 1 Woche | 1                                                | Frédéric François                                | Tout s’oublie un jour                            | –                         |
| 24. Mai 2025 – 30. Mai 2025 1 Woche | 1                                                | Damiano David                                    | Funny Little Fears                               | –                         |
| 31. Mai 2025 – 6. Juni 2025 1 Woche | 1                                                | Scylla & Furax Barbarossa                        | Portes du désert                                 | –                         |
| 7. Juni 2025 – 27. Juni 2025 3 Wochen (insgesamt 10) | 10                                               | Damso                                            | Bēyāh                                            | –                         |
| 28. Juni 2025 – 4. Juli 2025 1 Woche | 1                                                | Hamza                                            | Mania                                            | –                         |
| 5. Juli 2025 – 22. August 2025 7 Wochen (insgesamt 10) | 10                                               | Damso                                            | Bēyāh                                            | –                         |